# 아고바리아
아고바리아(일본어: あごバリア)는 일본의 게임 크리에이터(기획자·시나리오 작가·프로그래머·연출자)다.

## 경력
대학생 때 게임 시나리오를 쓰기로 결심하여 프로그래밍을 공부했다. 'Kanon'의 동인 소설을 집필하는 등의 동인 활동 중에 원화가 니시마타 아오이, 스즈히라 히로와 게임 센터의 커뮤니케이션 노트에서 알게 된 인연으로 함께 Basil에 입사했다.
첫 작품으로 프로그램과 스크립트 담당 예정이었던 'Bless ~close your eyes, open your mind.~'의 기획 중 서브 시나리오, 제작 중 메인 시나리오로 승격해, 시나리오 작가로 데뷔했다. Basil의 세 번째 작품 '그것은 흩날리는 벚꽃처럼'의 서브 시나리오를 담당한 이후 Basil에서 퇴사하고, 유한 회사 알레스 소속 브랜드 윈드밀에 입사한다.
윈드밀 재직 중 니시마타 아오이의 권유로 주식회사 Omegavision 소속 Navel의 첫 작품 'SHUFFLE!'의 기획·시나리오를 외주로 담당, 대히트를 기록한다. SHUFFLE!의 발매 이후 윈드밀에서 퇴사하고 Navel에 입사한다. Lime 출범 이후 Lime의 첫 작품 '노스트라다무스에게 물어 봐♪'의 기획·시나리오 담당이었으나 제작중 2007년 3월 Navel에서 퇴사하고 프리로 전환했다.
2008년 Rosebleu의 창사에 참여하고 현재 소속 중이다. Rosebleu의 첫 작품 'Stellar☆Theater'의 시나리오를 담당했다.

## 인물
- 필명은 게임 'G DARIUS'의 물고기 캐릭터에서 유래했다.
- 존경하는 작가는 쇼콜라 시리즈의 마루토 후미아키와 'Triangle Heart'의 츠즈키 마키. 게임은 엔터테인먼트이므로 즐길 수 있게 만든다는 것이 신조이며, 해피엔딩이 좌우명이다.
- 기획과 구성력에서 탁월한 능력을 발휘한다는 평가. 최초 설정을 일관성 있게 적용하여 스탭진에서는 '척척 맞는 아고바리아(つじつま合わせのあごバリア)'로 불린다고도 한다.
- 긴 머리를 좋아해서, SHUFFLE! 시구레 아사 루트의 장발 연장 시나리오나 Really? Really!의 장발 시구레 아사는 그 때문에 만들어진 것으로 보인다.
- Navel의 시나리오 작가 오쟈쿠손과는 반대로 한번에 여러 작품을 빨리 쓰는, 속필, 다작 작가로 유명하다.

## 참여 작품

### 게임 시나리오

#### Basil 재직 중
- Bless ~close your eyes, open your mind.~ (시나리오)
- 21-Two One- (기획·시나리오)
- 그것은 흩날리는 벚꽃처럼 (서브 시나리오)

#### 윈드밀 재직 중
- 結い橋つめちゃいました! P・R・O (서브 시나리오)
- 크레이들 송 ~어제 연주했던 내일의 노래~ (기획·시나리오)

#### Navel 재직 중
- SHUFFLE! (기획·메인 시나리오) - 발매 전까지 윈드밀 소속
- Tick! Tack! (기획·시나리오·스크립트)
- SHUFFLE! on the Stage (기획·시나리오)
- Really? Really! (기획·시나리오)

#### 프리
- 노스트라다무스에게 물어 봐♪ (Lime, 기획·시나리오) - 제작 중도까지 Navel 소속

#### Rosebleu 재직 중
- Flyable Heart (SOFTPAL, 시나리오) - 제작 중도까지 프리 상태
- Stellar☆Theater (기획·시나리오)
- 리아리아DS (Navel, 기획·시나리오) - 원작
- SHUFFLE! Essence+ (Navel, 기획·시나리오) - 본체 시나리오 일부 원작

### 잡지 기획
- 러브돌 -New Lyrics- (ENTERBRAIN(엔터 브레인), 마지큐 연재, 일러스트 니시마타 아오이)
- Judgement Chime (메디에이션, E☆2 연재, 일러스트 니시마타 아오이)
- R·G·B (아스키 미디어 웍스, 전격 모에왕, 일러스트 스즈히라 히로)

## 소설
- 용사와 마왕이 전격 동맹! 계기는 서로의 사랑을 응원하기 위해!? ( KADOKAWA 미디어 팩토리 MF 문고 J ) ※ 일러스트 : 나츠메에리